# فیلیپ بیکر
فیلیپ بیکر (انگلیسی: Philip John Noel-Baker, Baron Noel-Baker؛ ۱ نوامبر ۱۸۸۹ – ۸ اکتبر ۱۹۸۲) یک سیاست‌مدار، دیپلمات، عضو فرهنگستان و ورزشکار آماتور اهل بریتانیا بود.
وی همچنین برنده جایزه صلح نوبل در سال ۱۹۵۹ شده است.
بیکر در بازی‌های المپیک تابستانی ۱۹۲۰ در رشته ۱۵۰۰ متر مردان صاحب مدال نقره شد